# 竹内街道 (街道をゆく)
- 街道をゆく > 甲州街道、長州路ほか > 竹内街道 (街道をゆく)

『竹内街道』（たけのうちかいどう）は、司馬遼太郎の紀行文集『街道をゆく』の第1巻第2章。「週刊朝日」の1971年1月29日号から3月5日号に連載された。

## 対象地域および行程など
- 対象地域
  - 奈良県（大和）北西部の奈良盆地
- 登場する同行者
  - ロジャ・メイチン（日本語を研究するイギリス出身の青年、21巻「神戸散歩」で再登場）
  - 編集部のH（橋本申一）
  - 須田剋太
- 全行程

難波東郊の司馬宅→天理→石上神宮（布留の里）→三輪山→大和高田→長尾→竹内→竹内峠
- 関連司馬作品
  - 韃靼疾風録（女真族が清を建国する話）
  - 坂の上の雲（「竹内越」>叔父がならったのは日露戦争で使っていた明治三十一年式野砲だったという話）

## 大和石上へ

### 話題
- 日本語を研究するイギリス出身の青年（ロジャ・メイチン、シェフィールド出身、ケルト人）
- 上賀茂深泥池の「ミドロ」という言葉の由来
- 深泥池に繁茂するジュンサイ
- 増補俚言集覧
- 古代鴨族、出雲族
- 深泥池の近くを通る鞍馬街道
- 天理のそばにある石上神宮について（布留の里、大和朝廷の武器庫であった）
- 大和盆地は古代にあっては一大湖沼であった
- メイチン君の言葉に対する偏屈（大阪弁、アメリカ英語、BBC英語、ケルト語、オックスブリッジ語）
- 旅にタクシーを利用。司馬が兵隊時代に乗った戦車のうんざりした思い出

### 行程
難波東郊の司馬宅→

### 登場人物
- 歴史上の人物
  - B.H.チェンバレン（日本の国語学の祖）
- 話題になった人物
  - 明治の頃、深泥池を独占しようとした傑物と、その英雄伝を語るその傑物の孫（司馬の古い友人）
  - 泉井久之助教授
- 市井の人
  - 小林好子（京都で留学生の世話）

## 布留の里

### 話題
- 言霊
- 倭（やまと）は国のまほろば
- 日本でもっとも汚らしい県の一つになってしまった奈良県
- 風土破壊。大和高田のあたりの建売り屋
- 須田が惚れ込んだ東大寺南大門

### 行程
西名阪自動車道→関屋越え→天理→インターチェンジを降りる→石上神宮（布留の里）→山辺道（日本最古の官道）→三輪山

### 登場人物
- 歴史上の人物
  - 柿本人麻呂
  - 崇神天皇
- 話題になった人物
- 市井の人

## 海柘榴市

### 話題
- 実証性のない古代史のむずかしさ
- 三輪山は日本最古の神社。出雲族（の中のミワ族）の首都で、神の名は大物主命
- 三輪山の古代信仰に比較すれば伊勢神宮の形式ははるかに新しい
- 大和の出雲族には、ミワ族以外に、事代主命を主神とするカモ族がいる
- 天孫系（天つ神）とは別系統の国つ神
- 崇神天皇は任那国から来たという騎馬民族征服王朝説（江上波夫）への疑問。
- 少数の騎馬兵力で清を建国した女真族
- 大内氏は百済王子琳聖太子の後裔
- 崇神天皇が三輪山に武器を集めた話は秀吉の刀狩を連想させる
- 葛城に住む司馬の外祖母と崇神天皇の御陵に行ったときの思い出
- ドライブインでの食事
- 「海柘榴市の八十の街」とよばれるにぎわい
- 「ガイジン」と呼ばれることのメイチン君の不愉快な気持ち
- 三十代なかばですっかり白髪になった司馬

### 行程
石上→山辺道ではなくタクシーで→三輪山→

### 登場人物
- 歴史上の人物
  - 崇神天皇
  - 倭迹迹日百襲姫
  - 豊臣秀吉
  - 武烈天皇
- 話題になった人物
  - 井上光貞
  - 上田正昭
  - 江上波夫（騎馬民族征服王朝説）
  - 松本清張（「古代史疑」、昭和43年、中央公論社）
  - 司馬の外祖母（司馬が子供のとき、地面からわずかに露呈している岩をみると、「またぎなや」とおごそかに警告した。）
- 市井の人
  - 三輪山の鳥居前でキャッチボールをする二人の小学生

### 書名
- 古代史疑（松本清張）

## 三輪山

### 話題
- 三輪神社が「大神（オオミワ）神社」と呼ばれることについて。平安時代の神仏混淆と明治初年の神仏分離
- 明神と権現という仏教的呼称を廃した明治時代
- 竹富島の巫女
- 三輪神社の拝殿の建物の結構が美しすぎて多少そぐわない
- 磐座（いわくら）
- 山城国の北部にあるカモ族がひらいた土地
- 三輪山山中で23年間も暮らしてきた老女は現代の巫女ではないかという驚き

### 行程
三輪山→

### 登場人物
- 歴史上の人物
  - 崇神天皇
  - 卑弥呼
  - 後醍醐天皇
  - 徳川家綱
- 話題になった人物
  - 友人の写真家
  - 司馬の外祖母
- 市井の人
  - 三輪山の山中を素足で歩く老女

### 地名
- 竹富島（石垣島の南西にある小さな島）
- 恐山
- 鞍馬
- 岩倉

### 書名
- 陀羅尼経
- 大和名所図会
- 日本書紀
- 奥儀抄

## 葛城山

### 話題
- 「クンナカ」という大和盆地の呼称について
- 古代において、吉野郡に棲む人を「国樔」（くず）と呼んだ。特に穴居する人々を「イカリ」と呼んだ
- 十津川郷士の話（十津川郷士中井某などが新撰組の斉藤一に斬られた。明治後も皇宮警察に）
- 日本最古の官道、古代のシルクロード
- 竹内村の河村家（司馬の母親の実家）と隣村の仲川家（司馬が幼時乳を飲ませてもらった家）
- 司馬の子供時代のヤジリ拾いと二上山古墳群
- 竹内街道が古代のシルクロードである理由

### 行程
三輪山すでに夜→国道165号。江戸期には竹内街道→大和高田→長尾→

### 登場人物
- 歴史上の人物
  - 斉藤一
  - 武内宿禰（許勢氏、平群氏、葛城氏、蘇我氏の祖）
- 話題になった人物
  - 司馬の叔父
- 市井の人

### 地名
- 十津川村
- 花屋町
- 柏原市
- 生駒
- 葛城
- 金剛
- 二上山

### 書名
- 古事記
- 日本書紀
- 魏志倭人伝

## 竹内越

### 話題
1. 長尾村の北端から葛城山を望む景色の美しさ。當麻寺がうずもれてかすかにうかがえる。
2. 司馬が1943年（昭和18年）秋（20歳）に竹内の坂ですれちがった赤いセーターの娘の思い出
3. 葛城国に縁が深かった神功皇后が朝鮮半島の三韓を討伐した記紀伝承
4. 司馬が1945年（昭和20年）5月新潟港で偶然叔父に再会する話
5. 司馬が子供時代に遊んだカミの池（ここでタクシーはストップしてしまいこの旅は終わった）

### 行程
長尾→竹内→竹内峠（カミの池）

### 登場人物
- 歴史上の人物
  - 神功皇后
  - 武内宿禰
  - 応神帝
  - 天日槍
- 話題になった人物
  - 淵田美津雄という元海軍大佐（真珠湾奇襲の指揮官）
- 市井の人
  - タクシーの運転手（カミの池でクルマが止まってしまい狼狽）

### 地名
二上山、大阪中之島、関ヶ原、遠州、奥州白河、敦賀、但馬、新潟港、大阪アベノ、近鉄吉野線

### 書名
- 古事記
- 日本書紀